# 남지현 (가수)
남지현은 대한민국의 가수다. 2018년 싱글 《영원히 변함없는》으로 데뷔했다.

## 방송
- 씨씨엠스타 5 (2017) - 대상

## 음반
- 영원히 변함없는 (2018)
- 내가 찬양과 노래 못해도 (2019)
- 잊혀질 수 없는 (2019)
- 주님의 십자가는 (2020)
- 무기력함이 (Piano by 박아론) (2021)